# Hamza al-Khatib
Hamza Ali Al-Khatib (arabe : حمزة علي الخطيب), né le 24 octobre 1997 et mort en mai 2011, est un garçon syrien de 13 ans, qui est mort après avoir été torturé durant sa détention par le gouvernement syrien à Deraa, lors des protestations en mars 2011 au début de la Guerre civile syrienne.
L'enfant prenait part à une manifestation contre le gouvernement de Bachar el-Assad, le 29 avril, quand il a disparu pendant un mois. Il aurait été enlevé par des membres du Service de Renseignement de l’Armée de l’Air syrien. Le 25 mai 2011, son corps est rendu à sa famille, présentant de nombreuses marques de tortures : le cou brisé, la mâchoire cassée, les rotules broyées, des brûlures de cigarettes, des blessures par balles dans les bras et les parties génitales mutilées.
La famille d'Hamza distribue alors des photos et des vidéos de son corps à des journalistes et à des activistes. Choqués par ces images, des milliers de personnes expriment leur indignation, sur Internet et lors de manifestations dans la rue. Les images de son visage deviennent un symbole de la lutte en Syrie sur les réseaux sociaux.

## Enfance
Hamza vit avec ses parents dans le village d'al-Jizah, situé dans le gouvernorat de Daraa, dans la partie sud-ouest du pays. Il aimait à regarder ses pigeons voyageurs voler au-dessus de sa maison, depuis que la sécheresse l'avait empêché de s'amuser en nageant. Hamza était considéré comme un enfant très généreux. « Il demandait souvent de l'argent à ses parents pour le donner aux pauvres. Je me rappelle d'une fois où il a voulu donner 100 livres syriennes à quelqu'un. Sa famille lui a dit que c'était trop, mais Hamza a répondu : "J'ai un toit et à manger, tandis que cette personne n'a rien." Et il a réussi à convaincre ses parents de donner les 100 livres. », a raconté son cousin à Al Jazeera.

## Disparition
D'après ce que son cousin rapporte à Al Jazeera, Hamza n'était pas intéressé par la politique. Mais le 29 avril 2011, il participe avec sa famille à un rassemblement contre le siège de la ville de Daraa. « Tout le monde semblait aller à la manifestation, alors il y est allé aussi » a expliqué son cousin. Hamza a marché avec sa famille et ses amis pendant 12 km le long de la route du nord-ouest d'al-Jeezah jusqu'à Saïda. Les tirs ont commencé pratiquement dès que les marcheurs ont atteint Saida. Le cousin d'Hamza rapporte : « Des gens étaient tués et blessés, d'autres ont été arrêtés. C'était le chaos, nous ne savions pas à ce moment-là ce qui était arrivé à Hamza. Il avait disparu. » 
Des soldats l'arrêtent à un barrage. Une source affirme que Hamza aurait fait partie de 51 manifestants détenus par le Service de Renseignement de l’Armée de l’Air syrien, réputé pour pratiquer la torture de manière particulièrement brutale.

## Torture et mort
Après un mois sans nouvelles de leur fils, la famille d'Hamza reçoit la visite de représentants officiels du gouvernement syrien qui leur font signer un document sur lequel ils s'engagent à la confidentialité sur la mort de leur fils en échange de son corps. Devant les mutilations, la famille décide de faire appel à un activiste qui fait une vidéo et la poste ensuite sur YouTube. La vidéo de son corps filmé plusieurs jours après sa mort montre de nombreuses blessures, notamment des fractures, des blessures par balles, des traces de brûlures, le visage tuméfié, le corps bleui par des hématomes et ses organes génitaux mutilés, . The Globe and Mail résume : « Sa mâchoire et ses deux rotules avaient été brisées. Sa chair était couverte de brûlures de cigarettes. Son pénis avait été coupé. D'autres blessures semblaient indiquer l'utilisation d'appareils à électrochocs et de coups de fouet avec un câble. »
Après la diffusion de la vidéo par Al Jazeera, une vague d'indignation déferle à la fois en ligne et parmi les manifestants en Syrie. Il devient un symbole de l'oppression et un martyr pour les opposants syriens au même titre que Khaled Saïd en Égypte. Les manifestations prennent une nouvelle ampleur. À la suite de cette vidéo, le père d'Hamza et possiblement son frère sont arrêtés.
Un rapport médical publié le 1er juin indique que « la dépouille ne présentait pas de traces de torture, de contusions ou de violences ». Cependant, le corps de Hamza el-Khatib, torturé, avait été photographié par les services du régime. La photographie fait partie des dizaines de milliers de photographies centralisées au service de police militaire de Damas, et exfiltrées par l'ancien photographe légiste du régime sous le pseudonyme César, avec la photographie d'un autre adolescent arrêté à Deraa le même jour, Thamer el-Sharei. La photographie de la dépouille d'Hamza el-Khatib porte le numéro 23 et « apporte la preuve que l'adolescent a été torturé par les services du régime ».

## Impact et répercussion
Le nom de Hamza devient un cri de ralliement pour les manifestants. Une page Facebook en son honneur compte plus de 105 000 adeptes en mai 2011, près de 700 000 en juin 2013 et quasiment 900 000 à la mi-février 2018. Comme les manifestants au Moyen-Orient appellent le vendredi la « journée de la colère », en Syrie, le samedi devient connu sous le nom de « jour de Hamza ».
Le 31 mai 2011, la secrétaire d’État américaine Hillary Clinton parle de sa mort comme d'un tournant dans le soulèvement syrien, indiquant qu'il « symbolise pour beaucoup de Syriens [...] l'effondrement total de toute tentative par le gouvernement syrien à coopérer et écouter son peuple. »
Le 14 mars 2012, The Guardian révèle 3 000 e-mails provenant des comptes de la femme et du beau-père de Bachar el-Assad, Asma el-Assad et Fawaz Akhras. Fawaz Akhras y demande à Bachar el-Assad de répondre aux allégations de tortures sur des enfants en les rejetant comme étant de la « propagande britannique ».